# Кошава са Дунава
Кошава са Дунава је студијски албум Даре Бубамаре и групе Шоу бенд, у питању је једини албум ове певачице у групи, пре него што је започела соло каријеру. Албум је објављен 1993. за ПГП РТС. Текстове су писали Милан Ђорђевић Мишко и Срећко Максимовић Цеци.Музику је радио Бранислав Самарџић, а продуценти Златко Тимотић и Жељко Митровић. У песми Као лед као жар гости су били Љубиша Стојановић Луис, Љуба Аличић и Бора Ђорђевић.

## Списак песама
1. Кошава са Дунава
2. Месечина
3. Као лед као жар
4. Селе моја
5. Школска љубав
6. Нема шансе
7. Кунем те
8. Пламен среће
9. Жика
10. Умиру зоре